# Рокринг
Ро́кри́нг (от англ. rockring «каменное кольцо») — деталь, используемая для защиты большей или же сразу всех ведущих звёзд велосипеда от различных ударов о камни, брёвна, грани, рейлы и пр.
Рокринги используются на триальных, даунхилльных (DH), фрирайдовых, стритовых велосипедах. Изготавливаются из металла (как правило, алюминия) или особо прочных пластиков, таких, как лексан.
Рокринг выполняет роль бампера. Он принимает на себя удары, которые в случае его отсутствия пришлись бы на цепь и звезду, в таких видах экстремального катания, как даунхилл, фрирайд, стрит; рокринг служит ещё и «успокоителем» цепи, то есть уменьшает вероятность спадания её с ведущей звезды.
Рокринги различаются по числу точек крепления (посредством бонок) к шатунам — от 3 до 5. Самым распространённым является крепление на 4 бонки.
На современном триальном велосипеде рокринг крепится не бонками, а прижимается к шатуну фривилом или звездой.